# クリスチャン・マリーナ
クリスチャン・マリーナ（Cristian Marina、1965年 - ）は、ルーマニア・トランシルヴァニア出身、スウェーデン在住の現代音楽の作曲家。

## 略歴
母国の音楽学校で学んだ後、留学先にスウェーデンを選びスヴェン・ダーフィト・サンドストレムに師事。後にマスタークラスなどでフランコ・ドナトーニ、ブライアン・ファーニホウ、ルカ・フランチェスコーニに師事している。スウェーデンで大変に高く評価され、スウェーデン現代音楽協会の総裁を四年務めた。ルクセンブルク国際作曲賞第三位他、いくつかの受賞歴がある。

## 作風
ルーマニア人であるが北欧の音楽文化にあこがれた故か、音色は北欧楽派そのものであり、響きは叙情的かつ透明である。20世紀後半以後の展開を咀嚼して、調的な言語で作曲するのが基礎となっている。弦楽オーケストラの為のヴィタリスは「ネオ・シベリウス」的音楽と言っても過言ではない。跳躍音程はオクターブを除き、ほとんど用いられない。強烈な自己主張を選ばず、既存の文化への注釈といった形が自身にとっては適当であるとみなしている。
日本でもオーボエ四重奏の為の「ヴェルソ」がJSCM主催の音楽会で演奏されている。